# Liga Nacional de Instrução
Liga Nacional de Instrução: arquivo dos seus trabalhos publicou-se em Lisboa entre Janeiro de 1915 e Dezembro de 1917. Trata-se de uma publicação de natureza memorial, que tinha por missão relembrar e divulgar a ação benemérita da Liga (fundada em 1907 por um grupo da Associação de Jornalistas), desde o momento da sua fundação. Inclui artigos de cariz biográfico, centrados em figuras já falecidas: a biografia Zófimo Consiglieri Pedroso (1851-1910), que foi o primeiro Presidente da Liga, escrita por  Manuel Borges Graínha; Trindade Coelho (1861-1908), a quem «verdadeiramente se deve a ideia inicial e os trabalhos preliminares para a fundação dessa instituição», também por Borges Grainha; D. António da Costa (1824-1892), que foi o «nosso primeiro Ministro da Instrução Pública» por  A. Lemos; António Feliciano de Castilho (1800-1875) e Alexandre Herculano (1810-1877) por Luís Cardim e ainda  Almeida Garret (1799-1854) por Câmara Reis.